# Minuta molčanija
Minuta molčanija (Минута молчания) è un film del 1971 diretto da Igor' Vladimirovič Šatrov.